# 雪莉山
75°39′S 142°3′W / 75.650°S 142.050°W
雪莉山（英語：Mount Shirley）是南極洲的山峰，位於瑪麗伯德地，處於布倫納山東北面15公里，是蘭德冰川終點的西部，在1939至1941年被美國探險隊發現，現時由南極條約體系管理。